# Travis Willingham
Travis Hampton Willingham (3 d'agost de 1981, Dallas, Texas) és un actor de doblatge estatunidenc que treballa en sèries d'anime. És probablement més conegut per la veu de Pierre Vieira a Aquarion, Roy Mustang en Fullmetal Alchemist, Ginko en Mushishi, Portgas D. Ace en One Piece, i Yu Kanda en D.Gray-man.

## Anime
- Aquarion - Pierre Vieira
- Black Blood Brothers - Badrick
- Blassreiter - Herman Salza
- Bleach - Ashido Kano, Iceringer Wernarr, Love Aikawa
- Case Closed - Steven Mulholland, Anderson, Miguel Santos, Kelvin Tug
- Code Geass: Lelouch of the Rebellion - Andreas Darlton
- D.Gray-man - Yu Kanda
- Darker than BLACK - Amagiri
- Bola de Drac Z Kai - Cell
- Ergo Proxy - Iggy
- Fullmetal Alchemist - Roy Mustang
- Fullmetal Alchemist: Brotherhood - Roy Mustang
- Glass Fleet - Cleo Aiolos Corbeille de Veil
- Ghost Hunt - Houshou Takigawa
- Ghost in the Shell 2: Innocence - Kim
- Kekkaishi - Tokimori Hazama
- Kenichi: The Mightiest Disciple - Loki
- Love Com - Ryoji Suzuki
- Monster - Christof Sievernich
- Mushishi - Ginko
- Naruto Shippuden - Zetsu, Jugo, Fudo
- Nodame Cantabile - Manabu Sakuma
- One Piece - Portgas D. Ace, Daddy Masterson
- Ouran High School Host Club - Takashi Morinozuka
- School Rumble - Masakazu Togo
- Sengoku Basara - Kojuro Katakura
- Soul Eater - Free
- Shin-chan - Phantom Scarecrow
- Shuffle! - Eustoma
- The Tower of Druaga (Ageis/Sword of Uruk) - Neeba
- Vampire Knight - Toga Yagari
- Vexille - Cdr. Leon Fayden
- Yu Yu Hakusho - Yanagisawa

## No-Anime
- The Clean-Up Crew - Inspector Harris
- The Guardian - Finley
- Nip/Tuck - Big Jane (Episode: Briggitte Reinholt)
- A Perfect Getaway - Tommy
- Prison-A-Go-Go! - Dr. Hurtrider
- Prison Break - Soldat #1 (Episodi: VS)
- Secondhand Lions - Hood
- The Substitute - John
- The Super Hero Squad Show - Hulk, Torxa Humana, Executioner, Piledriver, Hyperion, Zeus

## Videojocs
- Ace Combat 6: Fires of Liberation - Additional Voices (uncredited)
- Bionicle: The Game - Toa Tahu Mata/Nuva (uncredited)
- Dragon Ball: Raging Blast - Cell
- Dynasty Warriors 6 - Zhang Liao, Xu Huang, Zhou Tai (uncredited)
- Final Fantasy Fables: Chocobo's Dungeon - Volg (uncredited)
- Final Fantasy XIII - Additional Voices
- Ghostbusters: The Video Game - Additional Voices
- Guitar Hero World Tour - Additional Voices
- Halo Wars - Additional Voices
- Legendary - Additional Voices
- Marvel Super Hero Squad - Hulk
- Naruto Shippuden: Ultimate Ninja Heroes 3 - Jugo
- One Piece: Unlimited Adventure - Portgas D. Ace
- Red Faction Guerrilla - Additional Voices
- Resistance 2 - Black Ops Soldier
- Star Ocean: The Last Hope - Bacchus D-79, King of Astral (uncredited)
- Star Ocean: The Last Hope International - Bacchus D-79, King of Astral (uncredited)
- Street Fighter IV - Guile
- Super Street Fighter IV - Guile
- Tales of Vesperia - Clint (uncredited)
- The Last Remnant - Torgal (as Johnny Hildo)
- Time Crisis 4 - Evan Bernard (credited only in Arcade version and uncredited in Console version)
- Transformers: War for Cybertron - Sideswipe, Hot Shot
- Valkyria Chronicles II - Narrator, Hubert Brixham (sense crèdits)
- Valkyrie Profile 2: Silmeria - Adonis, Aegis, Alm, Ehrde, Falx, Gabriel Celeste, Woltar (uncredited)
- The World Ends with You - Yodai Higashizawa